# إدوارد لانجتون
إدوارد لانجتون هو شخصية أعمال وسياسي أسترالي، ولد في 2 يناير 1828 في غريفزند ‏ في المملكة المتحدة، وتوفي في 5 أكتوبر 1905 في Toorak ‏ في أستراليا بسبب ذات الرئة. انتخب عضو الجمعية التشريعية  في فيكتوريا ‏.